# Luanchuanraptor henanensis
Luanchuanraptor henanensis es la única especie conocida del género extinto  Luanchuanraptor   (“ladrón de Luanchuan”) de dinosaurio terópodo dromeosáurido, que vivió a finales del período Cretácico, hace aproximadamente 84 y 71 millones de años, en el Campaniense, en lo que es hoy Asia.

## Descubrimiento
El holotipo fue encontrado en la Formación Quiba, en el área de Lunchuan al oeste de Henan. El holotipo consta de 20 vértebras, un húmero, la región pectoral y varias piezas sueltas. Fu descrito por Lü, Xu, Zhang, Ji, Jia, Hu, Zhang y Wu en el 2007. Es el primer dromeosáurido encontrado en Asia fuera del noreste de China o el desierto de gobi.

## Descripción

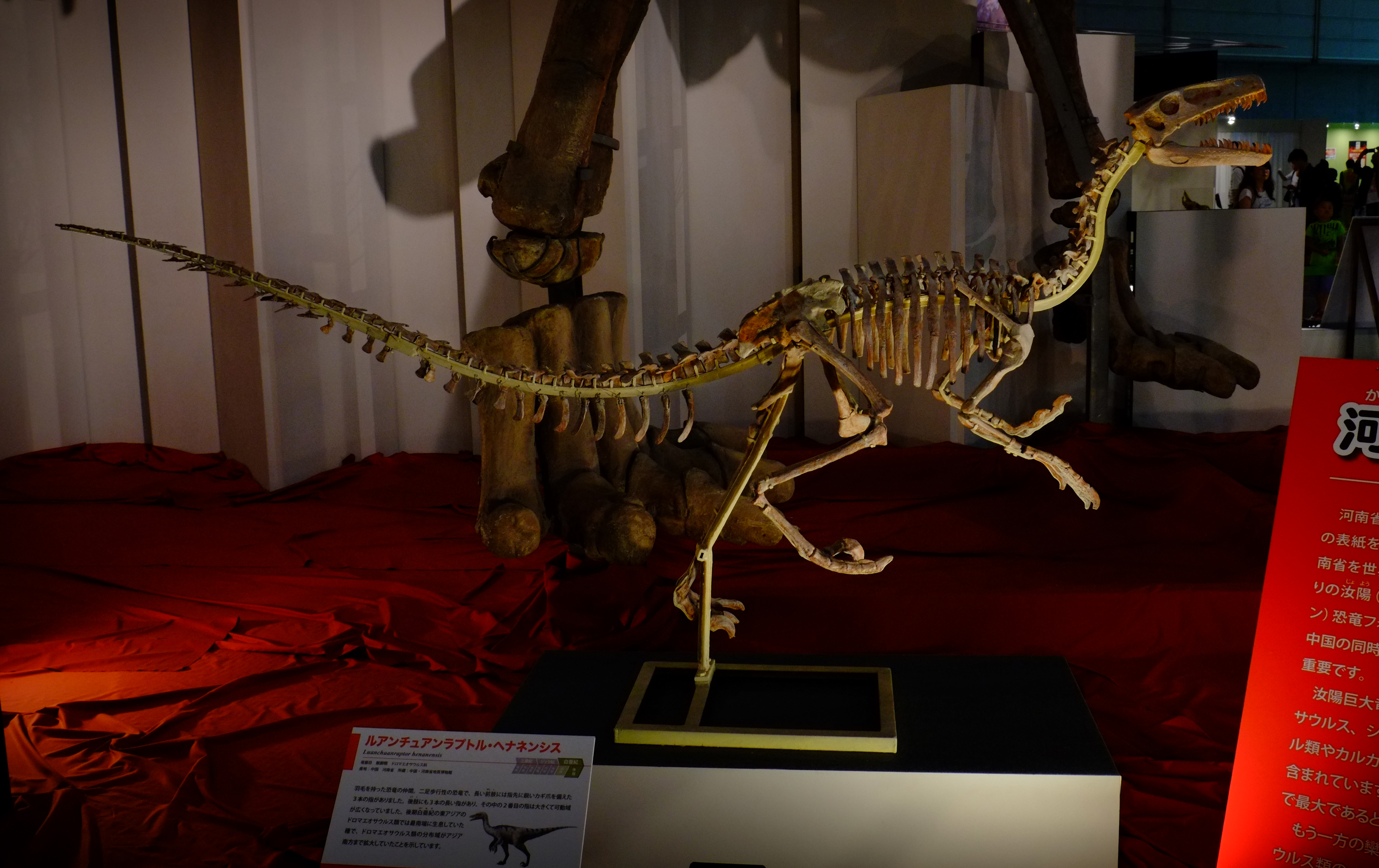
Esqueleto reconstruido en Giga Dinosaur Exhibition 2017, Chiba

El Luanchuanraptor henanensis es un dromeosáurido que se estima que llegó a medir 1,5 metros de largo y 0,60 de alto, pesando cerca de los 12 kilogramos. Fue un cazador veloz de tamaño medio, con una característica cola rígida de lo raptores. 